# Carl Rosell

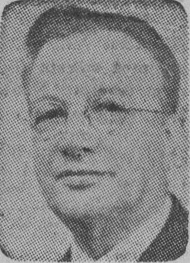
Carl Rosell

Carl Rosell, född 1879 på Råå, död 5 december 1941 i Malmö, var en svensk arkitekt.
Rosell studerade vid Tekniska Elementarskolan i Malmö 1899–1905 och därefter arkitektur i Tyskland. Han arbetade hos malmöarkitekterna Alfred Arwidius, August Lindvall & Harald Boklund och Theodor Wåhlin innan han startade egen verksamhet under 1910-talet. Under 1920-talet drev han arkitektkontor tillsammans med Ossian Lindqvist. Rosells arkitektur blev som mest intressant i början av 1930-talet då han arbetade i ett (för Malmö typiskt) gränsland mellan 1920-talsklassicismen och funktionalismen. På ett expressivt sätt kombinerade han stilarnas formspråk. Rosell ritade Malmös första renodlade funkisbyggnad, Frode Lunds bilhall vid Östra Promenaden (riven). Rosell ritade främst flerbostadshus, villor och industribyggnader, däremot endast ett fåtal offentliga byggnader.

## Ett urval byggnadsverk
- Brandstation Linköping (1912)

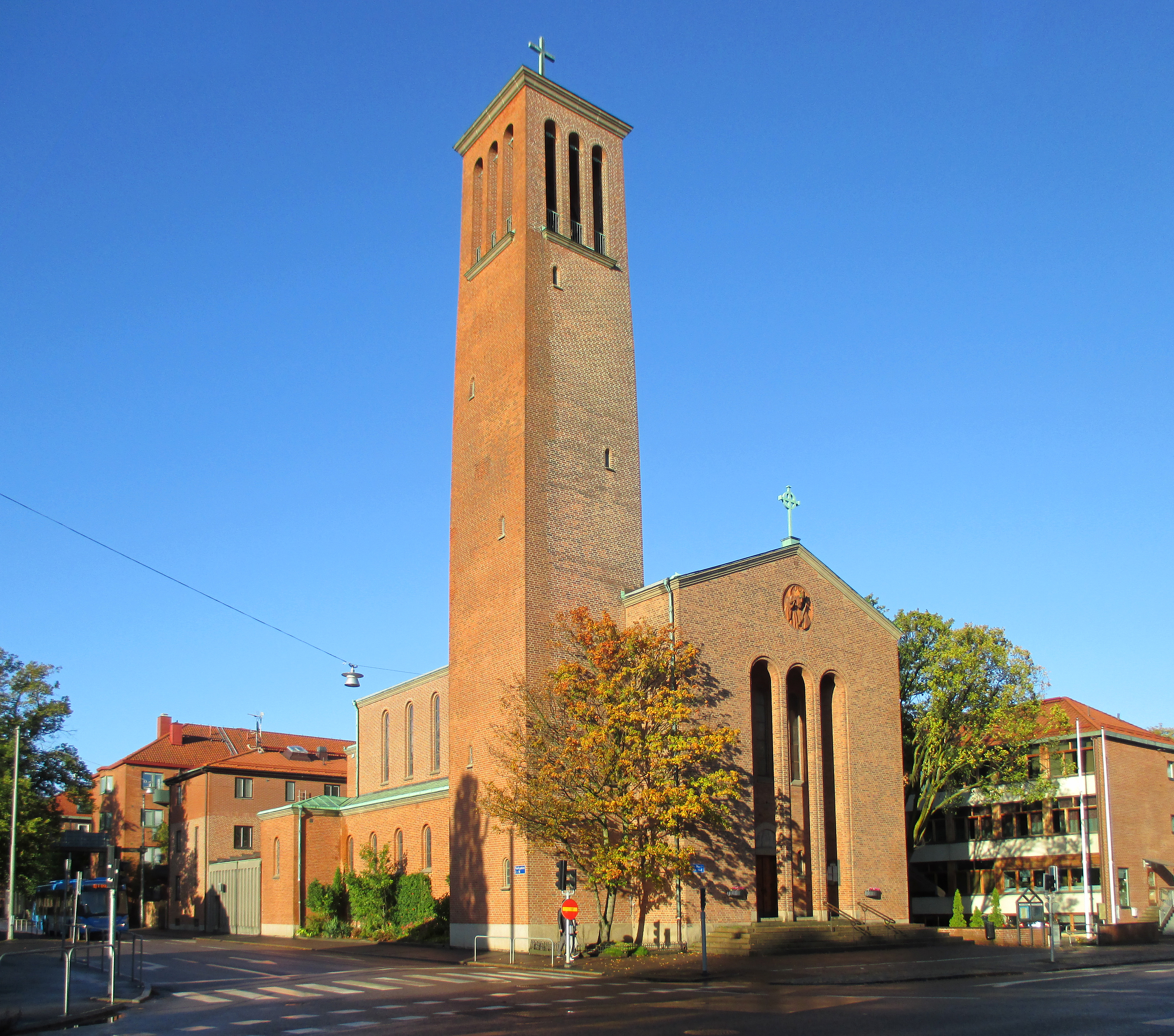
Katolska kyrkan vid Heden i Göteborg.

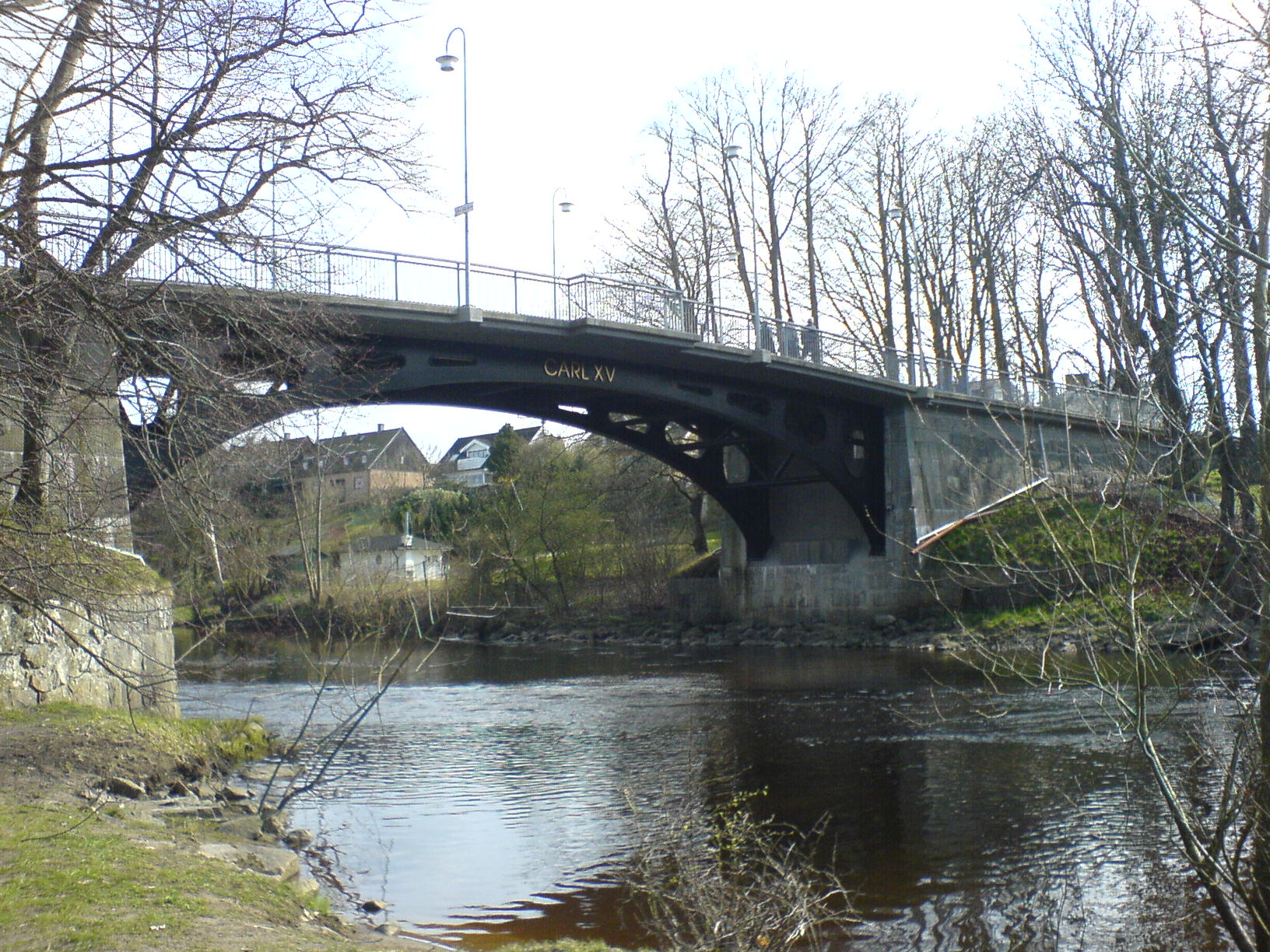
Ängelholmsbron

- Karl XV:s bro,(Ängelholms bro), 1921
- Bankbyggnad (Skytts Härads sparbank) Östergatan, Trelleborg (1923)
- Ålderdomshemmet Lindhaga, Ängelholm (1925)
- Flerbostadshus Exercisgatan 2-4, Malmö (1929)
- Mariasystrarnas sjukhem, Lilla Nygatan 3, Malmö (1929)
- Flerbostadshus S:t Knuts väg 4-6, Malmö (1930)
- Butiks- och bostadshus vid Botulfsplatsen, Lund (1931)
- "Funkis-huset" vid Värnhemstorget, Malmö (1931)
- Flerbostadshus vid Nobelvägen (kv Poppeln), Malmö (1936)
- Katolska kyrkan vid Heden, Göteborg (1938)